# Трансальдолаза-1
Трансальдолаза-1 (англ. Transaldolase 1) – білок, який кодується геном TALDO1, розташованим у людей на короткому плечі 11-ї хромосоми.  Довжина поліпептидного ланцюга білка становить 337 амінокислот, а молекулярна маса — 37 540.
| 10         |  | 20         |  | 30         |  | 40         |  | 50         |
| ---------- |  | ---------- |  | ---------- |  | ---------- |  | ---------- |
| MSSSPVKRQR |  | MESALDQLKQ |  | FTTVVADTGD |  | FHAIDEYKPQ |  | DATTNPSLIL |
| AAAQMPAYQE |  | LVEEAIAYGR |  | KLGGSQEDQI |  | KNAIDKLFVL |  | FGAEILKKIP |
| GRVSTEVDAR |  | LSFDKDAMVA |  | RARRLIELYK |  | EAGISKDRIL |  | IKLSSTWEGI |
| QAGKELEEQH |  | GIHCNMTLLF |  | SFAQAVACAE |  | AGVTLISPFV |  | GRILDWHVAN |
| TDKKSYEPLE |  | DPGVKSVTKI |  | YNYYKKFSYK |  | TIVMGASFRN |  | TGEIKALAGC |
| DFLTISPKLL |  | GELLQDNAKL |  | VPVLSAKAAQ |  | ASDLEKIHLD |  | EKSFRWLHNE |
| DQMAVEKLSD |  | GIRKFAADAV |  | KLERMLTERM |  | FNAENGK    |  |            |

A: Аланін

C: Цистеїн

D: Аспарагінова кислота

E: Глутамінова кислота

F: Фенілаланін

G: Гліцин

H: Гістидин

I: Ізолейцин

K: Лізин

L: Лейцин

M: Метіонін

N: Аспарагін

P: Пролін

Q: Глутамін

R: Аргінін

S: Серин

T: Треонін

V: Валін

W: Триптофан

Цей білок за функцією належить до трансфераз. 
Задіяний у такому біологічному процесі як пентозне шунтування. 
Білок має сайт для зв'язування з шиффовими основами. 
Локалізований у цитоплазмі.